# Штыга
Штыга — река в России, протекает в Спасском районе Рязанской области. Левый приток Оки.

## География
Река Штыга берёт начало южнее села Деревенское, течёт на северо-восток. Устье реки находится в 504 км по левому берегу Оки. Длина реки составляет 38 км, площадь водосборного бассейна 277 км².

## Данные водного реестра
По данным государственного водного реестра России относится к Окскому бассейновому округу, водохозяйственный участок реки — Ока от водомерного поста у села Копоново до впадения реки Мокша, речной подбассейн реки — бассейны притоков Оки до впадения Мокши. Речной бассейн реки — Ока.
Код объекта в государственном водном реестре — 09010102312110000026238.